# Brunsula
Brunsula (Sula leucogaster) är en fågel i familjen sulor.

## Utseende och läte
Brunsulan blir ungefär 76 centimeter lång och har ett vingspann på runt 100 centimeter. Den adulta brunsulans huvud och översida är mörkt bruna i skarp kontrast till den vita undersidan. Näbben och fötterna är blåaktiga. Juvenilen är gråbrun med mörkare färg på huvud, vingar och stjärt. Vanligtvis är den tyst, men under ruvningstiden ger den från sig sporadiska svaga ljud, som beskrivs som otäcka. 

## Utbredning och systematik

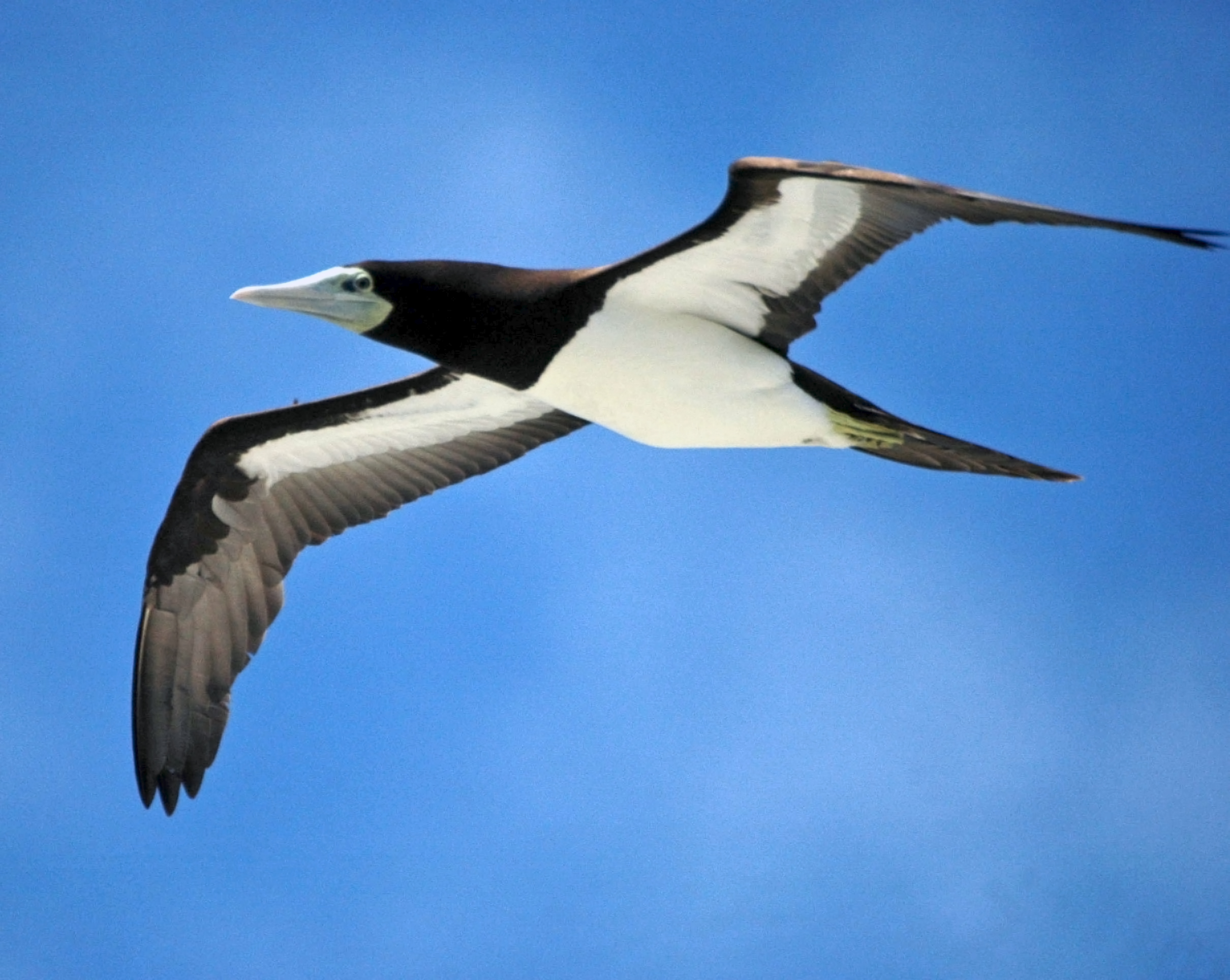
Brunsula vid Lady Elliot Island i Australien.

Traditionellt har familjen sulor placerats i ordningen pelikanfåglar men molekulära och morfologiska studier har visat att denna ordning är parafyletisk.. Sulorna har därför flyttats till den nya ordningen Suliformes tillsammans med fregattfåglar, skarvar och ormhalsfåglar.

### Utbredning
Brunsula häckar på klippiga öar och kuster och på vulkaniska öar i tropiska delar av Atlanten och Stilla havet, men även till exempel på Julön i Indiska oceanen. Arten häckar även på flera västindiska öar.
Under vintern lever den pelagiskt och sprider sig över havet i hela tropiska klimatzonen. I Europa har brunsula iakttagits tillfälligt, bland annat ett tiotal gånger i Spanien, men även i Italien, Frankrike och Storbritannien. Arten har observerats vid två tillfällen i Sverige, först den 3 november 2021 då en fiskare fångade arten på bild vid Måseskär, väster om Orust. och andra gången på en Finlandsfärja där fågeln blev omhändertagen den 8 augusti 2023 vid Värtahamnen i Stockholm. 

### Underarter
Brunsula delas in i fyra underarter med följande utbredning:
- Sula leucogaster leucogaster – häckar på öar i Mexikanska golfen, Karibien och tropiska Atlanten
- Sula leucogaster plotus – häckar på öar i Röda havet, tropiska Indiska oceanen och Sydkinesiska havet
- Sula leucogaster etesiaca – häckar på öar i Stilla havet utanför Centralamerika och Colombias kuster

Cocossulan (S. brewsteri) kategoriserades tidigare som underart till brunsulan men urskiljs sedan 2024 som egen art.

## Ekologi
Brunsula livnär sig till största delen av småfisk och tioarmade bläckfiskar, som den fångar genom att störtdyka ned i havet med stor fart. Likt de andra arterna av sula vinklar den vingarna bakåt när den dyker. Till skillnad från dess beteende i luften, är den ganska klumpig när den lyfter och landar. Boet är mycket enkelt och placeras direkt på marken. Fågeln lägger två blåaktiga ägg med tjockt kalkskal, som ruvas av bägge föräldrarna. När de byts om att ruva äger ett komplicerad hälsningsritual rum. Paren håller samman i flera år. 

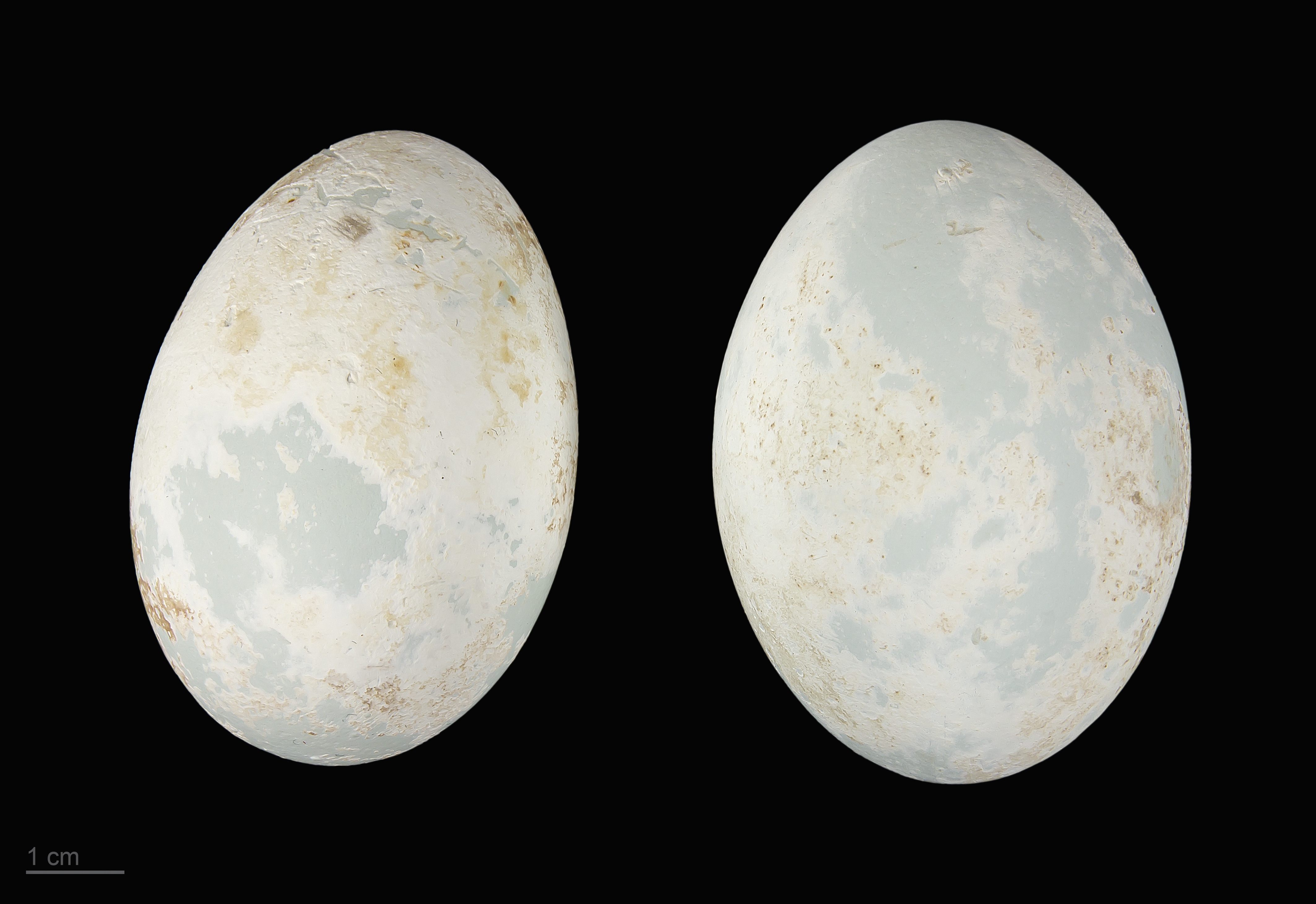
Ägg av brunsula.

## Brunsula och människan

### Hot och status
Arten är hotad i vissa regioner av fosfatdrift från guano och av fiske. I vissa områden samlas artens ägg men allmänt räknas brunsula som livskraftig.

### Namn
Fågeln har förr även kallats brun sula, det vill säga särskrivet.